# Saint-Benoist-sur-Vanne
Saint-Benoist-sur-Vanne ist eine französische Gemeinde mit 229 Einwohnern (Stand: 1. Januar 2022) im Département Aube in der Region Grand Est (vor 2016 Champagne-Ardenne). Sie gehört zum Kanton Aix-Villemaur-Pâlis im Arrondissement Troyes. 

## Geographie
Saint-Benoist-sur-Vanne liegt etwa 30 Kilometer westsüdwestlich von Troyes. 
Nachbargemeinden sind Planty im Norden, Paisy-Cosdon im Osten und Südosten, Rigny-le-Ferron im Süden und Südwesten sowie Vulaines im Westen.

## Bevölkerungsentwicklung
| Jahr                      | 1962 | 1968 | 1975 | 1982 | 1990 | 1999 | 2006 | 2011 | 2016 |
| ------------------------- | ---- | ---- | ---- | ---- | ---- | ---- | ---- | ---- | ---- |
| Einwohner                 | 236  | 244  | 235  | 230  | 198  | 214  | 239  | 231  | 235  |
| Quelle: Cassini und INSEE |      |      |      |      |      |      |      |      |      |

## Sehenswürdigkeiten
- Kirche Saint-Benoit
- Kapelle Saint-Gengould in Courmononcle aus dem 12. Jahrhundert, seit 1983 Monument historique
- Burg, seit 1984 Monument historique

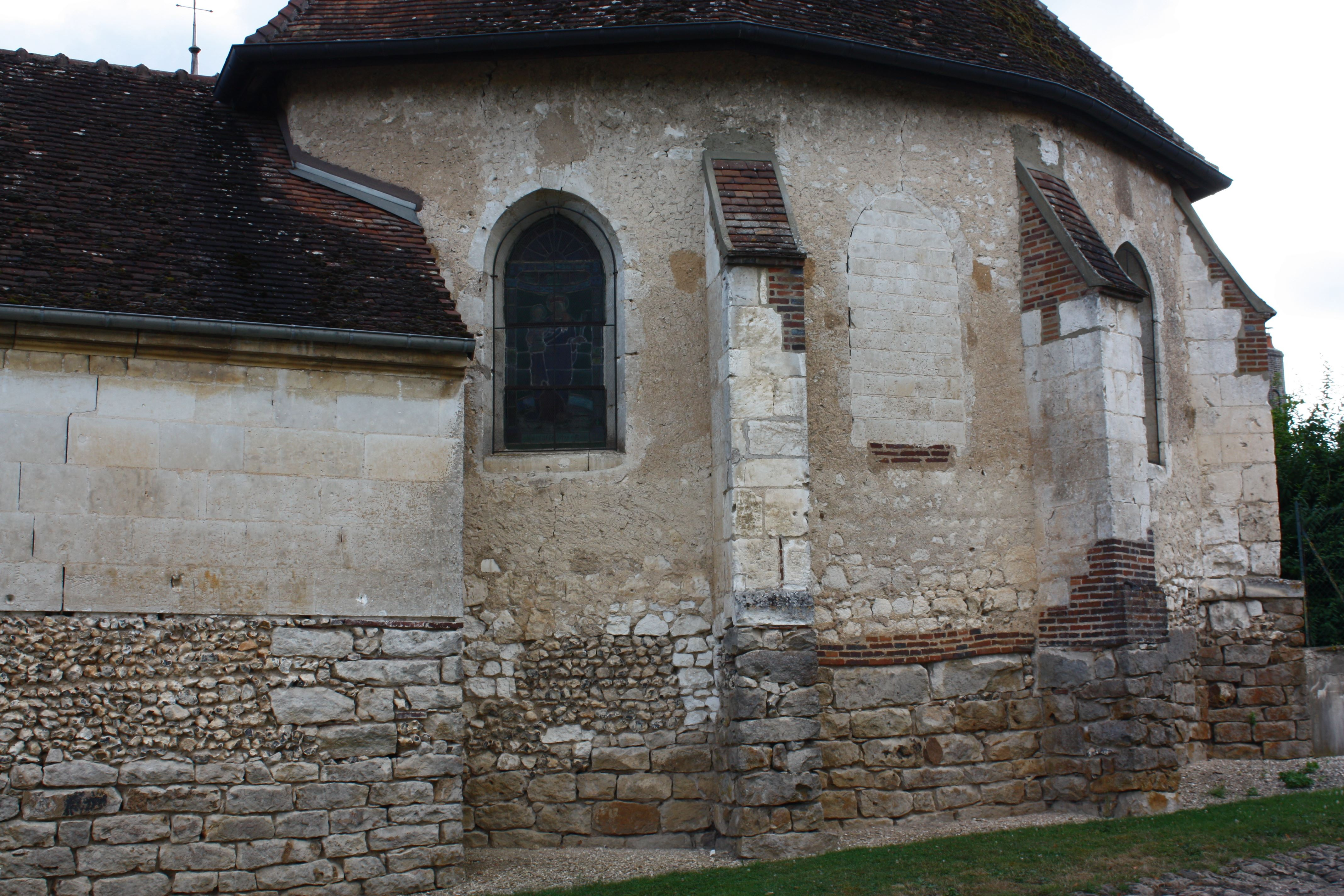
Kirche Saint-Benoit
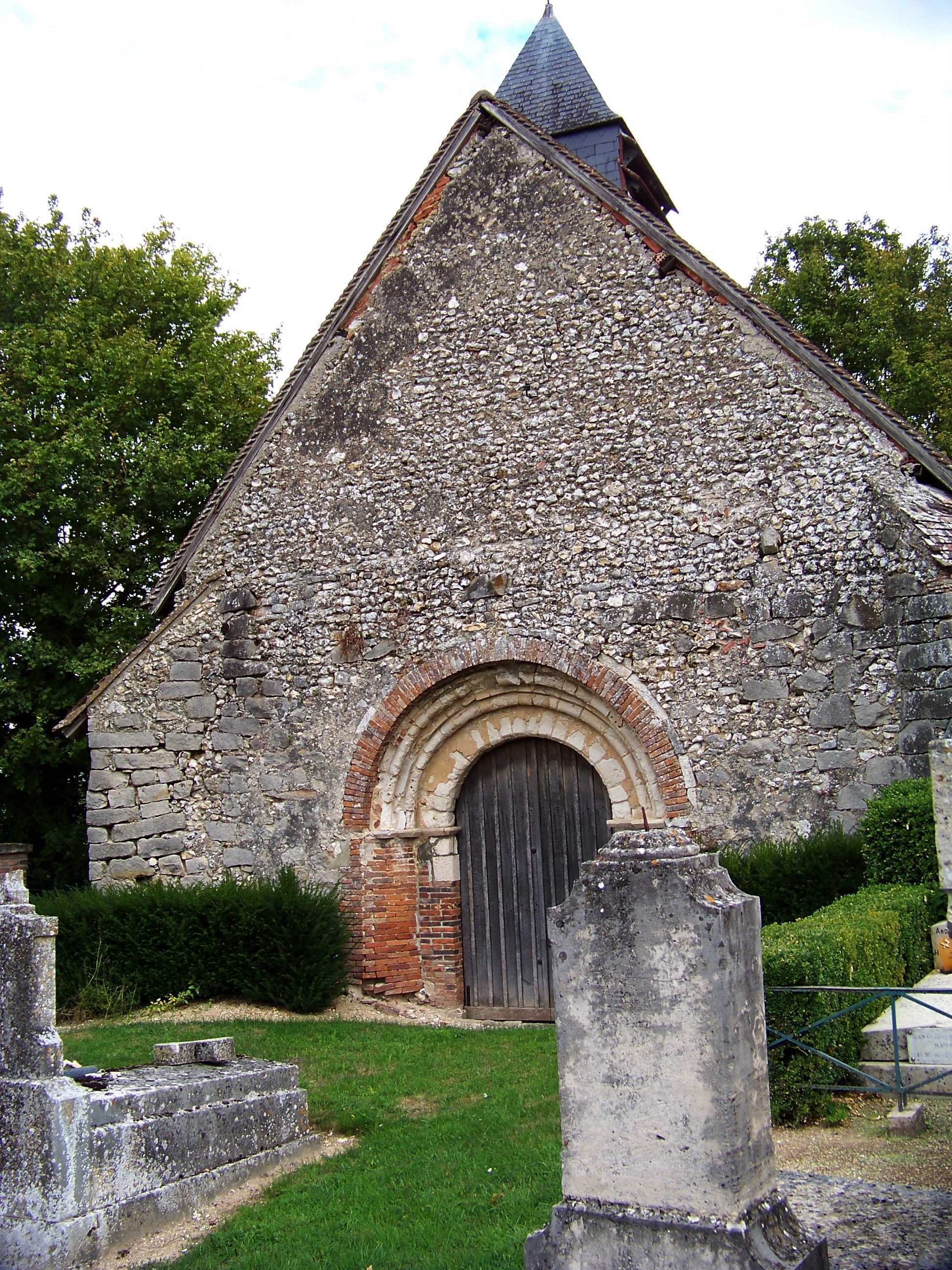
Kapelle Saint-Gengould
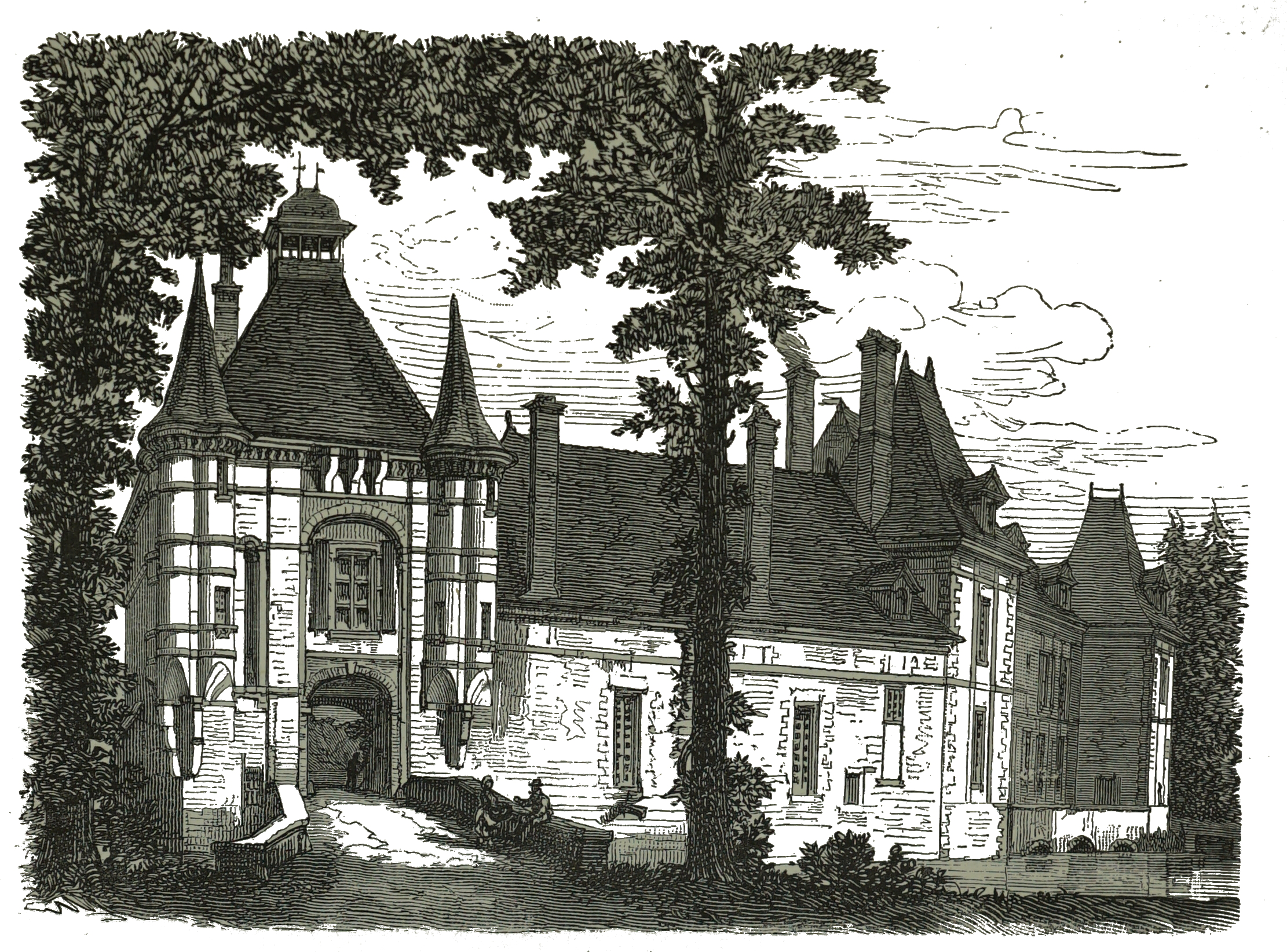
Schloss